# Lucio Novio Crispino Marcial Saturnino
Lucio Novio Crispino Marcial Saturnino (en latín: Lucius Novius Crispinus Martialis Saturninus) fue un senador romano, que vivió en el siglo II, y desarrolló su cursus honorum bajo los reinados de Adriano y Antonino Pío. Fue cónsul sufecto en el año 150 junto con Tito Pomponio Próculo Vitrasio Polión.

## Carrera política
El cursus honorum de Crispino se puede reconstruir a partir de una inscripción encontrada en lambaesis. Si podemos confiar en el orden de los cargos en esta inscripción, su primer cargo registrado fue el de sevir equitum Romanorum, encargado de la revisión anual de los équites en Roma. Luego obtuvo un cargo en el quattuorviri viarum curandarum, una de las cuatro juntas que componían el vigintivirato, un primer paso preliminar y requerido para obtener la entrada en el Senado romano. Luego recibió una comisión como tribuno militar con la legio IX Hispana, estacionada en ese momento en Britania; Anthony Birley fecha este cargo a mediados de la década de 120. Luego, Crispino se convirtió en cuestor y fue asignado para ayudar en la administración de la provincia de Macedonia. A esto le siguieron los tradicionales cargos republicanos de tribuno de la plebe y pretor; este último cargo data del año 135 a más tardar.
Una vez que dejó el cargo de pretor, Crispino se desempeñó como juridicus, o juez, en Asturias y Gallaecia, alrededor de los años 136 y 138, luego fue nombrado gobernador de la Galia Narbonensis, cargo que desempeñó entre los años 144-145, para luego de esto, ser designado como legatus legionis o comandante de la legio I Italica entre los años 146 y c.148. Luego se le dio un segundo mandato para comandar la legio III Augusta, desde aproximadamente el año 148 hasta el año 150, y finalmente a su regreso a Roma, ese mismo año, fue nombrado cónsul sufecto.